# People Have the Power
People Have the Power – siódmy singel Patti Smith nagrany w 1987 w The Hit Factory (Nowy Jork) i A&M Studios (Los Angeles).

## Lista utworów
1. "People Have the Power" (Patti Smith, Fred "Sonic" Smith) – 5:09
2. "Wild Leaves" (Patti Smith, Fred "Sonic" Smith) – 4:03

## Skład
- Patti Smith – wokal
- Fred "Sonic" Smith – gitara
- Jay Dee Daugherty – perkusja
- Richard Sohl – instrumenty klawiszowe